# Gennargentu

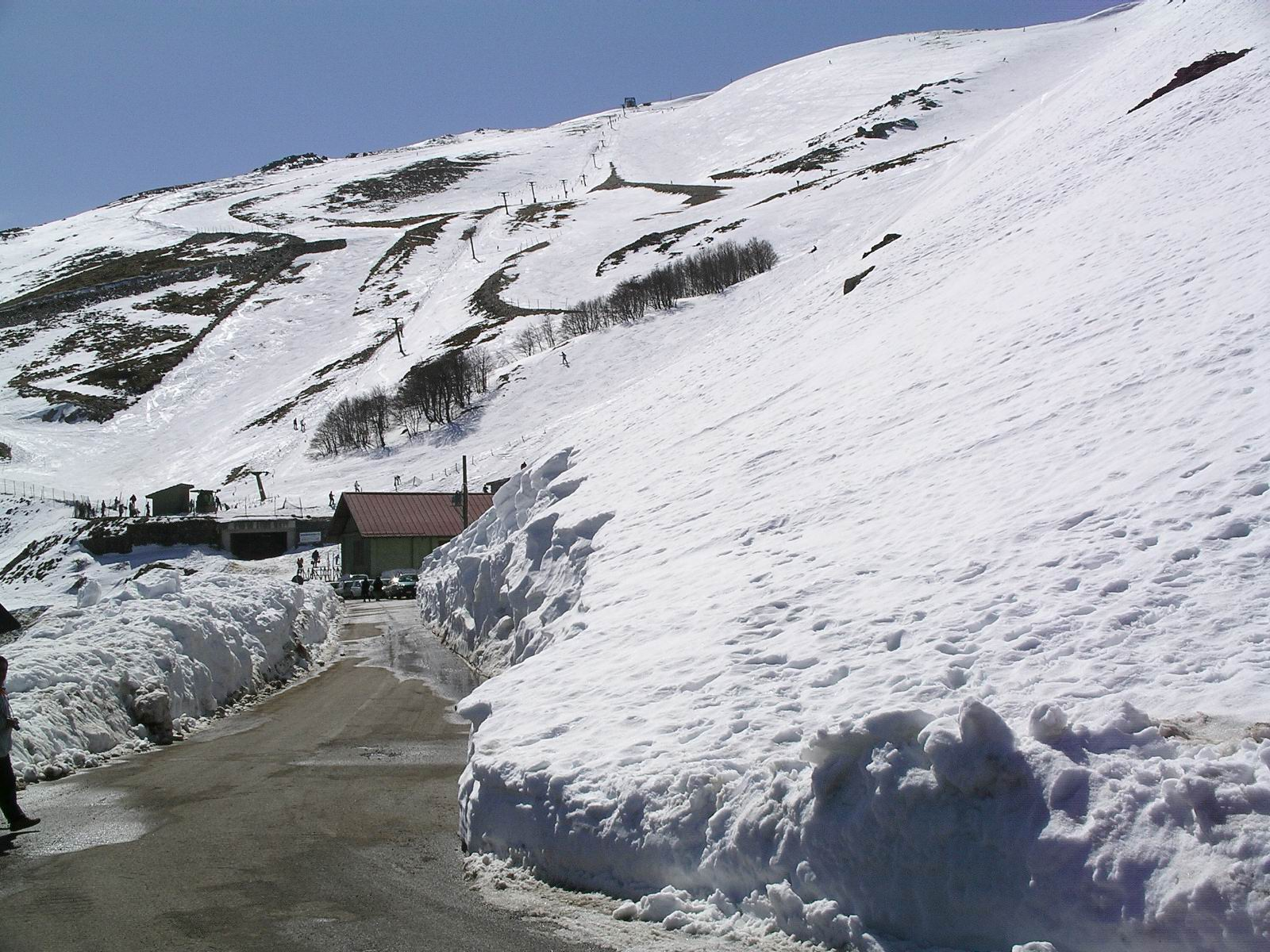
Pista de esquí en Gennargentu.

El Gennargentu es un macizo montañoso de gran extensión, situado en la zona centro-oriental de Cerdeña, entre la provincia de Nuoro y Ogliastra. Comprende las cimas más altas de la isla: el Monte Espada (1595 m), la Punta Erba Irdes (1676 m), el Bruncu Espina (1829 m), la Punta Paulinu (1792 m) y la Punta La Marmora (1834 m).

## Geología
Geológicamente, resulta ser una de las formaciones rocosas más antiguas del continente europeo y, por ello, cuenta con montañas relativamente bajas y de forma circular. La tipología de la roca presenta variaciones del esquito al granito.

## El parque nacional
El macizo se caracteriza por tener una de las más bajas densidades demográficas de Europa y preserva una gran variedad de belleza natural y de recursos biológicos. Para preservar la belleza, se instituyó el parque nacional de Gennargentu que ha tenido dificultades en su fase de institucionalización, pues esta ha tenido resistencia local fundamentada principalmente en el temor de la expropiación del territorio.
- Datos: Q955286
- Multimedia: Massiccio del Gennargentu / Q955286